# المستقبل الرياضي بالمحمدية
المستقبل الرياضي بالمحمدية هو فريق كرة قدم تونسي تأسس عام 1979 في مدينة المحمدية ، ولاية بن عروس صعد هذا الفريق إلى الرابطة التونسية المحترفة الثانية لكرة القدم في موسم 2019 - 2020.